# Valentin Inzko
Valentin Inzko (íncko), avstrijski diplomat slovenske narodnosti, * 22. maj 1949.
Inzko je od leta 2009 do 2021 opravljal vlogo visokega predstavnika za Bosno in Hercegovino.

## Življenje
Valentin Inzko (tudi Zdravko Inzko) se je rodil v slovenski družini v Celovcu na avstrijskem Koroškem. Njegov oče, Valentin Inzko starejši, je bil znan kulturni in politični predstavnik slovenske manjšine na Koroškem. Valentin mlajši je obiskoval dvojezično šolo na Svečah v občini Bistrici v Rožu. Po končani slovenski srednji šoli v Celovcu leta 1967, se je vpisal na Univerzo v Gradcu, kjer je študiral pravo in filologijo. Med letoma 1972 in 1974 je obiskoval Diplomatsko akademijo na Dunaju.
Leta 1974 je začel delati na avstrijskem zunanjem ministrstvu. Med letoma 1982 in 1986 je delal kot tiskovni predstavnik na avstrijskem konzulatu v Beogradu. Nato je odšel v Mongolijo in na Sri Lanko v okviru avstrijske misije pri Združenih narodih. Zaradi domotožja se je leta 1990 vrnil in do leta 1996 delal kot kulturni ataše v Pragi. V letih 1996 in 1999 je bil avstrijski veleposlanik v Bosni in Hercegovini. Leta 2005 ga je avstrijski predsednik imenoval za avstrijskega veleposlanika v Sloveniji. Marca 2009 je postal sedmi Visoki predstavnik za Bosno in Hercegovino. Inzko je tako postal že drugi koroški Slovenec po Wolfgangu Petritschu na tem mestu.
Poleg slovenščine in nemščine tekoče govori še hrvaščino in rusko in češko. Med drugim je prevedel delo Václava Havla Življenje v resnici  in  Moč brezmočnih v slovenščino.
Junija 2010 je bil izvoljen za predsednika Narodnega sveta koroških Slovencev.
Poročen je z argentinsko Slovenko, operno pevko Bernardo Fink Inzko.